# Червенокрило тинаму
Червенокрилото тинаму (Rhynchotus rufescens) е вид птица от семейство Тинамуви (Tinamidae).

## Разпространение
Видът е разпространен в Аржентина, Боливия, Бразилия, Парагвай, Перу и Уругвай.